# Molí de la Rafaela
El Molí de la Rafaela és una obra de Riudecanyes (Baix Camp) inclosa a l'Inventari del Patrimoni Arquitectònic de Catalunya.

## Descripció
Situat a la zona dels Molins de Riudecanyes, es tracta d'un molí on es molia el sofre per ensulfatar les vinyes del terme. Va funcionar fins a la segona meitat del segle xx. Les moles es conserven a la font propera a la cooperativa de Riudecanyes.
De l'estructura arquitectònica original, de planta rectangular i bastida amb pedra escairada i morter, en resten sols parts dels murs. La coberta està assolada.
La bassa adjacent es conserva en bon estat.